# Laeonereis foli
Laeonereis foli är en ringmaskart som först beskrevs av Fauvel 1930.  Laeonereis foli ingår i släktet Laeonereis och familjen Nereididae. Inga underarter finns listade i Catalogue of Life.